# Tuanku Syed Putrastadion
Het Tuanku Syed Putrastadion (Utamastadion) is een multifunctioneel stadion in Kangar, een stad in Maleisië. 
Het stadion wordt vooral gebruikt voor voetbalwedstrijden, de voetbalclub Perlis FA maakt gebruik van dit stadion. Het stadion werd in 1997 gebruikt voor het wereldkampioenschap voetbal onder 20 van 1997. Er werd ook 2 keer de finale van het Piala Sumbangsih, de Maleisische Supercup, gespeeld. In het stadion is plaats voor 20.000 toeschouwers. Het stadion werd geopend in 1995. 